# Phanaeus tridens
Phanaeus tridens là một loài bọ cánh cứng trong họ Bọ hung (Scarabaeidae).